# Bất đẳng thức Nesbitt
Trong toán học, bất đẳng thức Nesbitt (tiếng Anh: Nesbitt's inequality) là một trường hợp đặc biệt của bất đẳng thức Shapiro khi số phần tử là 3. Nó được phát biểu như sau:
Cho a,b,c là ba số thực dương. Khi đó ta có: 
{\displaystyle {\frac {a}{b+c}}+{\frac {b}{a+c}}+{\frac {c}{a+b}}\geq {\frac {3}{2}}.}

## Chứng minh
Bất đẳng thức này có nhiều cách chứng minh. Dưới đây trình bày 2 cách.

### Cách thứ nhất
Bắt đầu từ bất đẳng thức Nesbitt (đề xuất năm 1903)
{\displaystyle {\frac {a}{b+c}}+{\frac {b}{a+c}}+{\frac {c}{a+b}}\geq {\frac {3}{2}}}
Biến đổi vế trái:
{\displaystyle {\frac {a+b+c}{b+c}}+{\frac {a+b+c}{a+c}}+{\frac {a+b+c}{a+b}}-3\geq {\frac {3}{2}}.}
Thêm một bước biến đổi:
{\displaystyle [(a+b)+(a+c)+(b+c)]\left({\frac {1}{a+b}}+{\frac {1}{a+c}}+{\frac {1}{b+c}}\right)\geq 9.}
Điều này luôn đúng với mọi a,b,c thực dương (Theo bất đẳng thức Cauchy - Schwarz với 3 số dương)
Chia cả hai vế cho 3 và chuyển vế:
{\displaystyle {\frac {(a+b)+(a+c)+(b+c)}{3}}\geq {\frac {3}{{\frac {1}{a+b}}+{\frac {1}{a+c}}+{\frac {1}{b+c}}}}.}
Vế trái là trung bình cộng, vế phải là trung bình điều hoà, do vậy bất đẳng thức đúng, ta có điều cần chứng minh.
(Ta cũng có thể sử dụng trung bình nhân của ba biến để chứng minh).

### Cách thứ hai
Không mất tính tổng quát, giả sử {\displaystyle a\geq b\geq c}, ta có:
{\displaystyle {\frac {1}{b+c}}\geq {\frac {1}{a+c}}\geq {\frac {1}{a+b}}}
Đặt:
{\displaystyle {\vec {x}}=(a,b,c)}
{\displaystyle {\vec {y}}=({\frac {1}{b+c}},{\frac {1}{a+c}},{\frac {1}{a+b}})}
Tích vô hướng của 2 vector trên cực đại theo Bất đẳng thức hoán vị nếu chúng được xếp cùng hướng. Đặt {\displaystyle {\vec {y}}_{1}} và {\displaystyle {\vec {y}}_{2}} là các vector thu được từ {\displaystyle {\vec {y}}} chuyển tương ứng 1 và 2 vị trí, ta có:
{\displaystyle {\vec {x}}\cdot {\vec {y}}\geq {\vec {x}}\cdot {\vec {y}}_{1}}

### x→⋅y→≥x→⋅y→2{\displaystyle {\vec {x}}\cdot {\vec {y}}\geq {\vec {x}}\cdot {\vec {y}}_{2}}
Cộng 2 bất đẳng thức trên ta được bất đẳng thức Nesbitt. 
Bất đẳng thức nesbitt còn được viết dưới dạng tổng:
{\displaystyle \Sigma }{\displaystyle {\frac {a}{b+c}}\geq {\frac {3}{2}}.}